# Parc de Monceau-sur-Sambre
Le parc de Monceau-sur-Sambre, nom usuel du parc Nelson Mandela, anciennement parc communal, est un parc à l'anglaise de la section de Monceau-sur-Sambre à Charleroi (Belgique), situé en bordure de la route nationale 90.

## Histoire

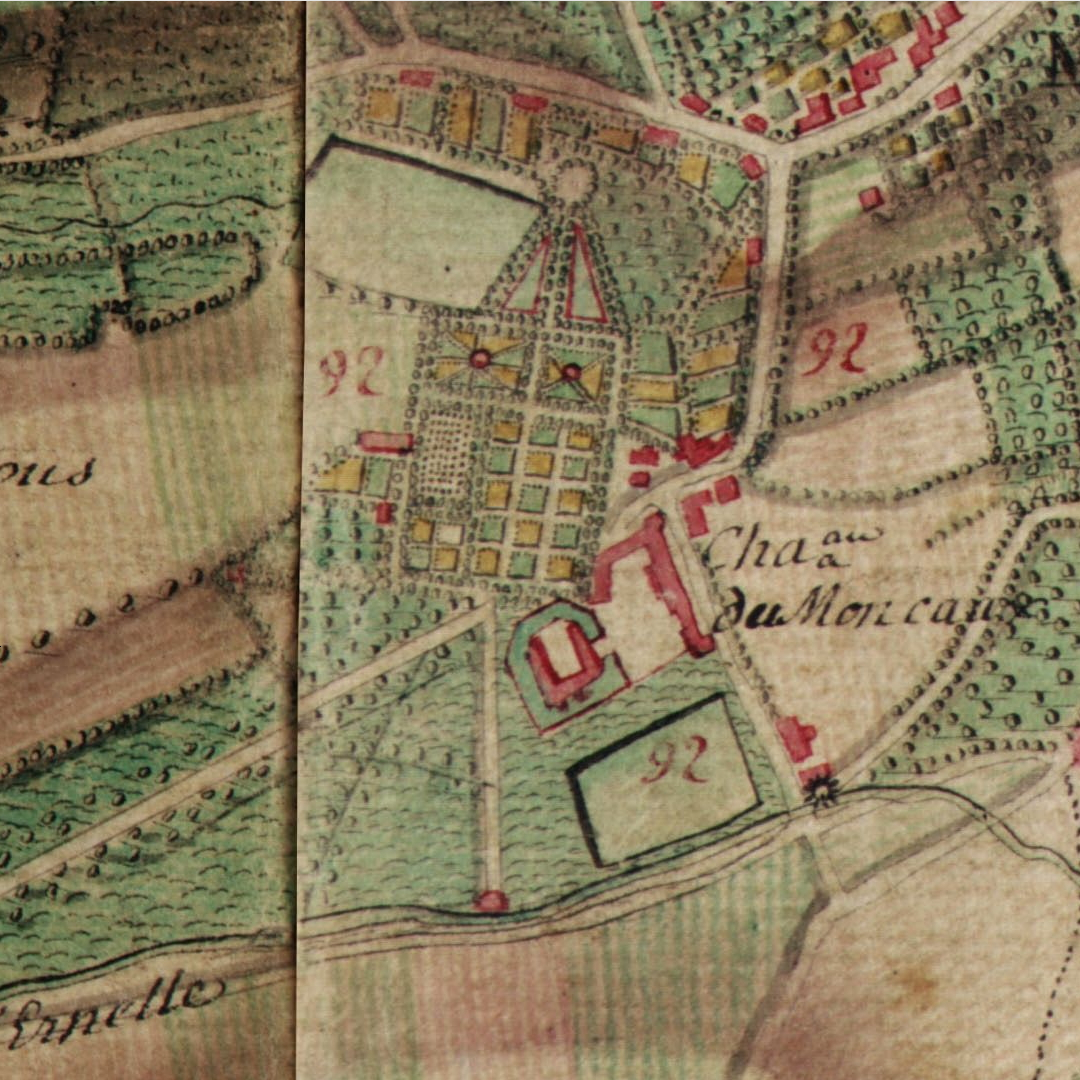
Le parc entourant le château sur la carte de Ferraris (1770-1778).

Le parc est aménagé comme jardin à l'anglaise autour du château de Monceau-sur-Sambre, monument classé, remontant au XVIIe siècle.
En 1936, parc et château sont vendus à la commune de Monceau pour la somme de 1 250 000 francs belges. Depuis la fusion des communes de 1977, la ville de Charleroi en est propriétaire.
En juin 2015, dans un souci d'éliminer les doublons toponymiques, le conseil communal renomme le parc, officiellement jusqu'alors « parc communal » en « parc Nelson Mandela ».
Des travaux de réaménagement du parc ont lieu, pour le début de l'été 2017, visant à mettre en avant la zone humide par la construction d'un étang, à réparer certaines infrastructures manquantes ou dégradées et à s'assurer que les principaux sentiers soient accessibles aux personnes à mobilité réduite. L'étang comporte en son centre une île, permettant aux oiseaux de nidifier, inaccessible depuis les berges, mais observable depuis un promontoir.